# Antonio Nicolás Briceño
Antonio Nicolás Briceño (Mendoza, Capitanía General de Venezuela, 29 de abril de 1782 - Barinas, Venezuela, 15 de junio de 1813) fue un abogado y coronel venezolano que participó en los sucesos que rodearon la declaración de independencia en 1810 y la firma del acta al año siguiente. Luchó junto al generalísimo Francisco de Miranda y encabezó una guerra a muerte contra los españoles hasta su derrota y muerte.

## Juventud
Fue el menor de los ocho hijos de Antonio Nicolás Briceño Quintero, conocido como El Abogado, y de Francisca Briceño Pacheco. Pasó la mayor parte de su infancia en Mendoza Fría Estado Trujillo, durante su estancia allí se ganó el apodo de El Diablo en el colegio por sus representaciones como Lucifer en autos sacramentales. Cursó estudios de jurisprudencia en Mérida y Caracas hasta graduarse en dos tipos de derecho, civil y canónico. Empezó a ejercer como abogado en las Reales Audiencias de Santa Fe y Caracas, se residencio en esta última ciudad y allí contrajo matrimonio con María de los Dolores Jérez de Aristeguieta y Aguado el 10 de enero de 1807. De este matrimonio tuvo dos hijas, María Ignacia e Isabel, ambas murieron célibes.

## Guerra de independencia
Briceño participa en las conspiraciones de 1808 y 1810. En este período apoya totalmente las causas revolucionarias, participa en todas las actividades que siguieron al 19 de abril de 1810, se encargó de formar conciencia republicana en Mérida y Trujillo. Al año siguiente es elegido al Congreso Constituyente de Mérida. El 5 de julio de 1811, es uno de los firmantes del Acta de Independencia. Fue elegido secretario interino del Congreso y el 21 de marzo de 1812, es elegido como suplente del Ejecutivo Federal.
En 1812, es enviado como fiscal militar en una campaña a Camatagua persiguiendo a Eusebio Antoñanzas. Fue asesor jurídico del Consejo de guerra reunido en La Victoria. Al capitular el generalísimo Francisco de Miranda, Briceño emigra hacia Curazao. Con la intención de volver a Venezuela, viaja primero hacia la Nueva Granada. Desde Cartagena de Indias lanza el 16 de enero de 1813 una proclama en contra de los españoles en Venezuela y sobre los ascensos militares que se otorgarán de acuerdo al número de españoles asesinados. Después de que el gobierno de Cartagena le otorga el título de coronel a Briceño, este se dirige con sus tropas hacia la frontera venezolana; en los valles de Cúcuta los jefes patriotas que operan allí, el brigadier Simón Bolívar y el coronel Manuel del Castillo y Rada, lo reconocen como coronel y le dan el mando de la caballería.  
Fue cruel con sus enemigos, famosa fue la ejecución de 2 ancianos españoles Francisco Gómez y Félix Sánchez, quienes fueron decapitados y sus cabezas fueron enviadas a Simón Bolívar, quien condenó dicho accionar. Antonio Nicolás Briceño Participa en la Campaña Admirable, en abril llega a San Cristóbal, el día 7 vuelve a lanzar una proclama donde reforma la que ya dio en Cartagena y el 9 del mismo mes inicia la guerra a muerte. 
Tenía planeado dirigirse hacia Barinas para reunirse con los Briceño Angulo, parientes de él, republicanos. Sin embargo, es traicionado pues los realistas se enteraron de sus planes, fue interceptado y derrotado en el camino. Briceño junto con doce de sus oficiales fueron tomados presos. A Briceño se le realizó un juicio militar en Barinas. Anteriormente ya habían enjuiciado a todos los Briceño Angulo que lo esperaban para formar parte de la causa libertadora. Antonio Nicolás Briceño fue fusilado el 15 de junio de 1813.